# Carlos Oviedo Cavada
Carlos Oviedo Cavada (Santiago, 19 de enero de 1927-ibídem, 7 de diciembre de 1998) fue un destacado sacerdote mercedario y cardenal chileno. Ejerció como arzobispo de Antofagasta entre 1974 y 1990 y como arzobispo de Santiago entre 1990 y 1998.

## Biografía
Su padres fueron Carlos Oviedo Armstrong y Elena Cavada Riesco. Sus estudios primarios los realizó en el Colegio San Pedro Nolasco y su educación secundaria en el Instituto de Humanidades Luis Campino.

## Vida religiosa
A los 17 años ingresa a la orden de los mercedarios. Hizo los votos en marzo de 1948. Fue ordenado sacerdote por el entonces arzobispo de la Arquidiócesis de Santiago de Chile, el cardenal José María Caro, el 24 de septiembre de 1949.
Realizó estudios en Teología en la Pontificia Universidad Católica de Chile y en 1953 obtuvo el grado de doctor en Derecho Canónico, concedido por la Universidad Gregoriana de Roma. Entre 1958 y 1961 trabajó en la Curia General de su orden.

### Obispo
De vuelta a Chile realizó múltiples labores hasta que el 21 de marzo de 1964, a los 37 años de edad, el papa Pablo VI lo nombró obispo titular de Benevento y obispo auxiliar de la Arquidiócesis de Concepción. Su lema episcopal fue: “Pacem in diebus nostris”, que quiere decir: “Paz en nuestros días”.
Posteriormente el mismo Pablo VI lo promueve a arzobispo de Antofagasta y administrador apostólico de Calama, el 24 de marzo de 1974. En 1976 deja la administración apostólica de Calama. También en 1974 es nombrado Gran Canciller de la Universidad del Norte (hoy Universidad Católica del Norte) tras ser administrado por la Compañía de Jesús desde su fundación.
Integrante de las sesiones III y IV del Concilio Vaticano II, estuvo a cargo de la organización del VI Sínodo de Concepción y, en 1984, convocó y clausuró el II Sínodo de Antofagasta. En abril de 1987 organiza y recibe a Juan Pablo II en visita apostólica que realizó en Antofagasta.
El 30 de marzo de 1990, el papa Juan Pablo II nombró a Carlos Oviedo Arzobispo de Santiago. Recibió el palio arzobispal el 29 de junio de 1990, en la Basílica de San Pedro.
En 1990 fue designado Gran Canciller de la Pontificia Universidad Católica de Chile.

### Cardenal y últimos años

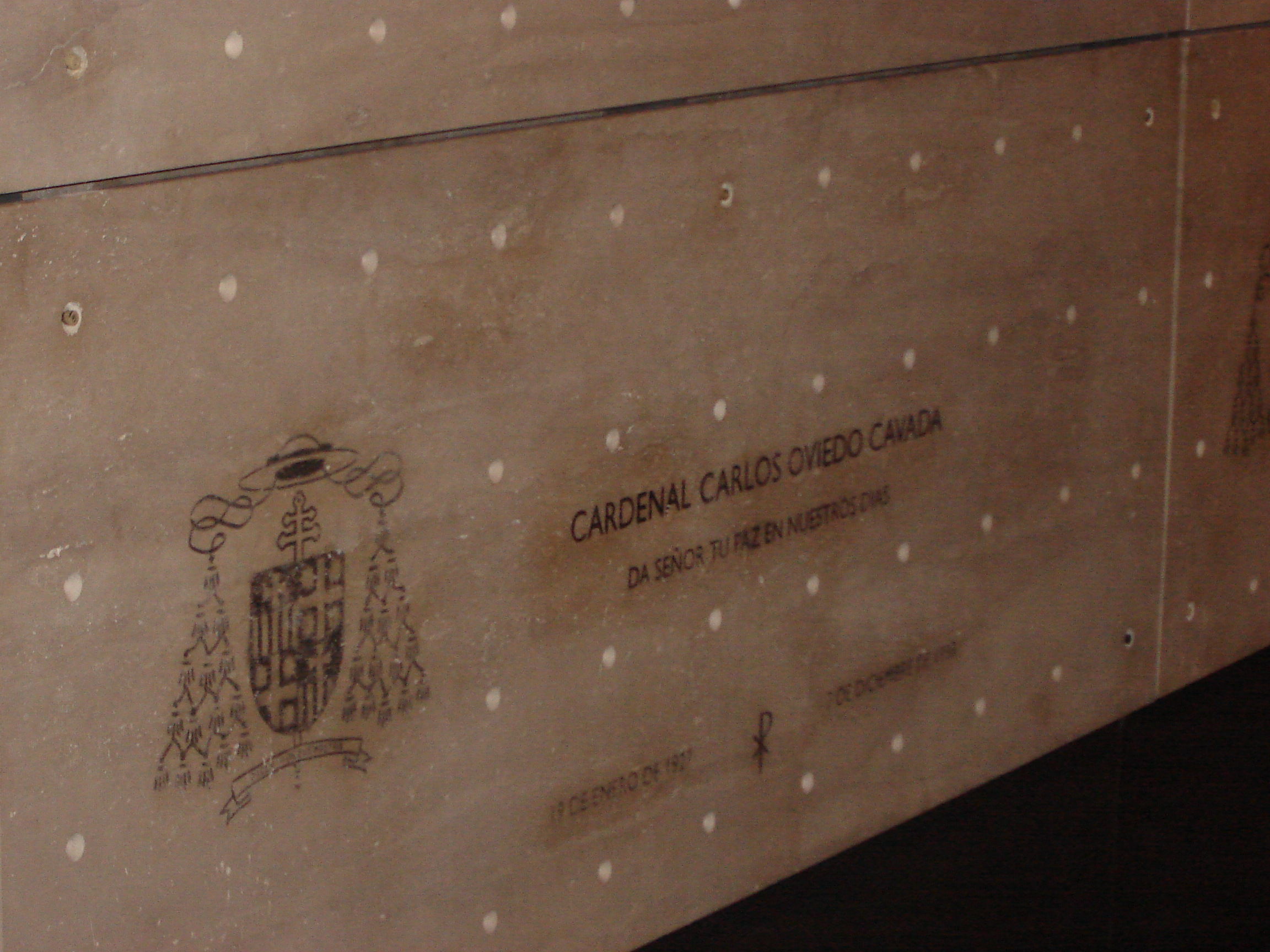
Urna del Cardenal Oviedo en la Catedral Metropolitana de Santiago.

El 30 de octubre de 1994, Monseñor Oviedo accedió, por nombramiento de S.S. Juan Pablo II, a la más alta dignidad eclesiástica: cardenal de la Iglesia. El 24 de noviembre, de ese año recibió el birrete cardenalicio. 
Pero su salud obligó a Carlos Oviedo a presentar su renuncia como arzobispo de la Arquidiócesis de Santiago de Chile, el 19 de enero de 1998. Lo sucedió como Administrador Apostólico el obispo Sergio Valech hasta que Juan Pablo II nombró a Francisco Javier Errázuriz Ossa. 
Luego de una larga enfermedad (esclerosis lateral amiotrófica) que incluso le impedía hablar, falleció el 7 de diciembre de 1998 a la edad de 71 años. Recibió altos honores en su funeral. Sus restos fueron sepultados en el Cementerio Católico de Santiago junto a su familia, pero en 2006 fueron trasladados a la Cripta Arzobispal de la Catedral Metropolitana de Santiago.

## Denuncias de abuso sexual
El 25 de enero de 2020, el medio de investigación periodística Interferencia publicó un reportaje sobre una de las denuncias de abuso sexual que pesan contra el Cardenal Carlos Oviedo Cavada. La denuncia está siendo investigada por la Conferencia Episcopal.